# Ben Collett
Benjamin ("Ben") Collett (Bury, 11 september 1984) is een voormalig Engels voetballer.
Collett was een talent bij Manchester United maar brak mede door een zware blessure na een tackle van Gary Smith van Middlesbrough FC nooit door. De middenvelder speelde in 2006 nog 18 duels voor New Zealand Knights en in het 2006/07 voor AGOVV (32 wedstrijden) alvorens zijn carrière te moeten beëindigen. In augustus 2008 kreeg Collett een schadevergoeding van 4,3 miljoen pond toegewezen van Gary Smith en Middlesbrough vanwege het vroegtijdig in het slop raken van een veelbelovende carrière bij Manchester.

## Loopbaan
- 2002/06  Manchester United
- 2006  New Zealand Knights
- 2006/07  AGOVV